# Amphilophus globosus
Amphilophus globosus är en fiskart som beskrevs av Geiger, Mccrary och Stauffer 2010. Amphilophus globosus ingår i släktet Amphilophus och familjen Cichlidae. Inga underarter finns listade i Catalogue of Life.